# Rio Venerocolino

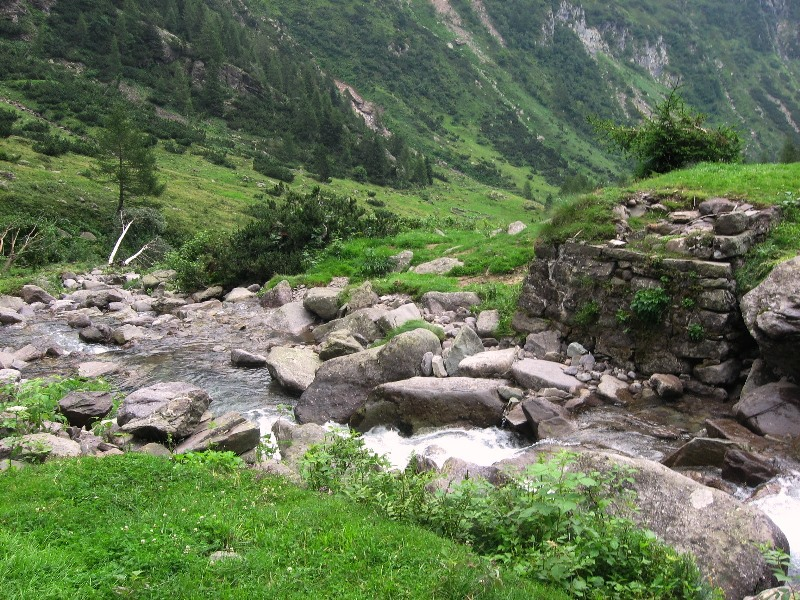
Guado presso il Rio Venerocolino

Il Rio Venerocolino è un corso d'acqua della provincia di Bergamo. 

## Descrizione
Nasce dai Laghi del Venerocolo, sul Monte Venerocolo, nelle Alpi Orobie e confluisce dopo 5 km da sinistra nel Vò, affluente del Dezzo, all'altezza dello Chalet del Vò, nel comune di Schilpario, in Valle di Scalve. Percorre la valle omonima ed è interamente compreso nel territorio comunale di Schilpario. 
La valle è percorsa dal Sentiero Naturalistico Antonio Curò.